# Джами ат-Тирмизи
Джа́ми ат-Тирмизи (араб. جامع الترمذي‎), известный также как Сунан ат-Тирмизи (араб. سُـنَن الترمذي‎) — один из шести авторитетных сборников хадисов (Кутуб ас-Ситта), собранным исламским богословом IX в. Абу Исой ат-Тирмизи с 250 по 270 год хиджры. По словам аль-Каттани, ат-Тирмизи назвал свою книгу «аль-Джами аль-кабир», однако есть немало людей, которые называют её — «Сунан ат-Тирмизи». Суннитские богословы ставят Джами ат-Тирмизи на пятое место среди шести основных сборников хадисов.

## Содержание
В нём содержится 3962 хадисов, и была разделена на пятьдесят глав, в соответствии с принципами исламского права. Среди хадисов имеются достоверные (сахих), хорошие (хасан) и слабые (заиф) хадисы.
При написании книги ат-Тирмизи сначала давал название разделу, а затем приводил один или два хадиса по предложенной теме. Далее он приводит мнения правоведов по тому или иному вопросу. Основной упор в книге делается на вопросы юридического характера. Впоследствии эти хадисы использовались при вынесении правового заключения (фетвы). Джами ат-Тирмизи стал важным источником для различных точек зрения различных богословско-правовых школах (мазхабах).